# Pascha (burdel)
El Pascha es un burdel de 12 plantas y 9 000 m² situado en Colonia (Alemania). Con unas 120 prostitutas, más de 80 empleados de apoyo y hasta 1 000 clientes al día, es el mayor burdel del mundo.

## Historia
El burdel se inauguró en enero de 1972 en la Hornstraße, con el nombre de "Eros Center". Fue el primer prostíbulo de gran altura de Europa. La ciudad de Colonia quería eliminar el barrio rojo Kleine Brinkgasse en el centro de la ciudad y concedió una licencia para construir el nuevo burdel en terrenos de propiedad municipal en las afueras de la ciudad. Las prostitutas interpusieron una demanda contra dicho cierre, que finalmente perdieron. En 1995, el propietario del Centro Eros cambió tras la ejecución hipotecaria y se introdujo el nuevo nombre de "Pascha". Más tarde añadieron casas con el mismo nombre en Salzburgo, Múnich y Linz.

## Distribución y estructura
La casa alquila 126 habitaciones en 7 plantas a prostitutas por una tarifa de 180 euros al día, que incluye comidas, atención médica y los 20 euros de impuestos que las autoridades recaudan por prostituta al día (incluido el "impuesto del placer" de Colonia, de 6 euros). Las mujeres proceden de muchos países; alrededor del 30% son alemanas[6]. Normalmente se sientan fuera de sus habitaciones y negocian con los clientes que deambulan por los pasillos. Algunas de las mujeres viven en sus habitaciones, otras alquilan una segunda habitación y otras se alojan en sus propios apartamentos de Colonia.
La casa está abierta las 24 horas del día; los clientes de las prostitutas pagan una entrada de 5 euros y luego negocian directamente con las mujeres, que trabajan de forma independiente y se quedan con todo el dinero. Una planta está reservada al servicio de bajo coste y otra a las prostitutas transexuales. La casa también alberga un hotel normal, un club nocturno de table dance con entrada independiente, varios bares y un burdel independiente tipo club en la última planta.
En 2003, el sexo oral y el coito costaban unos 50 euros. El burdel anuncia una garantía de devolución del dinero en caso de servicio insatisfactorio.

## Incidentes
En junio de 2003, una trabajadora sexual tailandesa murió apuñalada por un cliente en la Pascha; consiguió pulsar el botón de alarma de su habitación y el personal de seguridad atrapó al asesino. En enero de 2006, otra trabajadora sexual fue atacada por un cliente con un cuchillo. La mujer que trabajaba al lado alertó a seguridad y el agresor fue capturado; la víctima sobrevivió.
En 2004, una prostituta alemana afirmó que Eminem visitó el burdel antes de llevarla a otro hotel cercano para mantener relaciones sexuales.
Tras una redada policial en el burdel en abril de 2005, se informó de que se había encontrado una pistola y algo de cocaína, y se detuvo a 23 personas, la mayoría por presunta violación de las leyes de inmigración. Además, se informó de que cuatro de las prostitutas tenían entre 14 y 15 años. Sin embargo, no se multó al burdel, ya que las chicas, procedentes de África, parecían mayores y llevaban documentos falsos que demostraban una edad superior.
Se denunció que, en agosto de 2005, dos mujeres de 19 y 29 años habían alquilado dos habitaciones en el Pascha y anunciado por internet que pagarían 50 euros a cualquier hombre por mantener relaciones sexuales; el objetivo era averiguar quién podía tener más parejas en un día. Al final tuvieron sexo durante 11 horas con un total de 115 hombres, y unos 1 700 más tuvieron que ser rechazados. El tabloide alemán Bild convirtió la historia en titular al día siguiente. Las mujeres insistieron en que habían pagado a los hombres con el dinero de sus propias vacaciones y que no habían recibido ninguna compensación de Bild ni de Pascha. La mujer de 19 años trabajó más tarde en el burdel del club Pascha.
Antes de la Copa Mundial de Fútbol de 2006 que albergó Alemania y la ciudad de Colonia (fase de grupos y un partido de octavos), los musulmanes protestaron porque el burdel insultaba al Islam al anunciarse con un cartel de 24 metros de alto por 8 de ancho, montado en un lateral de su edificio, en el que aparecía una mujer semidesnuda y las banderas de todos los países clasificados para el mundial, incluidas las de las naciones musulmanas. El lema del cartel era "Die Welt zu Gast bei Freundinnen" (traducido como "El mundo como invitado con amigas"), un juego de palabras con el lema del Mundial de ese año, "Die Welt zu Gast bei Freunden" (El mundo como invitado con amigos). Los manifestantes compararon el cartel con las caricaturas de Mahoma del Jyllands-Posten. En respuesta a las protestas y a las amenazas de violencia, que comenzaron el 21 de abril de 2006, los propietarios tacharon las banderas de Arabia Saudí e Irán (ambas incluyen palabras del Corán), aunque dejaron intacta la bandera de Túnez (que no muestra ningún texto de las Escrituras).
En marzo de 2007, Pascha anunció que las personas mayores de 66 años recibirían un descuento durante las tardes; la mitad del precio de 50 euros por una "sesión normal" correría a cargo de la casa.
En septiembre de 2007, un cliente turco intentó incendiar el Pascha prendiendo gasolina en la zona de entrada; también llevaba varios cócteles molotov. Antes había tenido un conflicto con una prostituta y el personal de seguridad y regresó con 10 cómplices. Fue condenado a dos años de prisión con suspensión de pena.
En 2008, Pascha ofreció entrada gratuita de por vida al burdel y al club nocturno a los hombres que aceptaran tatuarse el logotipo de Pascha en el brazo; unos cuarenta hombres aceptaron la oferta. Ese mismo año, en el mes de diciembre, tres porteros de Pascha propinaron una paliza a un albanés que supuestamente había hecho caso omiso de una orden de alejarse de la casa y que podría haber estado implicado en la escena de los porteros. Los tres hombres recibieron multas y condenas en suspenso de 18 meses por agresión con agravantes.
En diciembre de 2009, el rapero estadounidense 50 Cent dio un concierto en la discoteca de Pascha.
El Día de la Madre de 2011, el burdel organizó una visita guiada para mujeres; normalmente no se admite la entrada de invitadas femeninas en el establecimiento.
El fundador de Pascha, Hermann Müller, fue condenado a 3 años de prisión el 4 de septiembre de 2017 por evasión de impuestos en uno de sus burdeles de Múnich. El burdel fue allanado el 5 de septiembre de 2017 por unos 250 agentes de policía. El fiscal René Seppi se negó a dar detalles sobre la redada, pero dijo que estaba relacionada con "cargos graves".

## Cierre por el coronavirus
El Pascha se declaró en quiebra a principios de septiembre de 2020. La prostitución estaba prohibida en el estado de Renania del Norte-Westfalia desde el comienzo de la pandemia de coronavirus, lo que llevó a las autoridades a renovar repetidamente las órdenes de cierre quincenales. Esto, según el propietario Armin Lobscheid, hizo imposible continuar con el negocio o hacer planes financieros.
Tras una reforma, Pascha reabrió el 18 de marzo de 2022 con un nuevo propietario.

## Documental
Like a Pascha (2010) (en sueco: Som en Pascha) es un documental de Svante Tidholm que aborda la crisis de la masculinidad desde un punto de vista feminista. Se rodó en Pascha a lo largo de tres años. La película incluye entrevistas con el gerente, un empleado, una prostituta, un cliente y algunas imágenes de una orgía en la azotea del burdel. Tidholm se mostró crítica con el negocio.